# Air-India Express

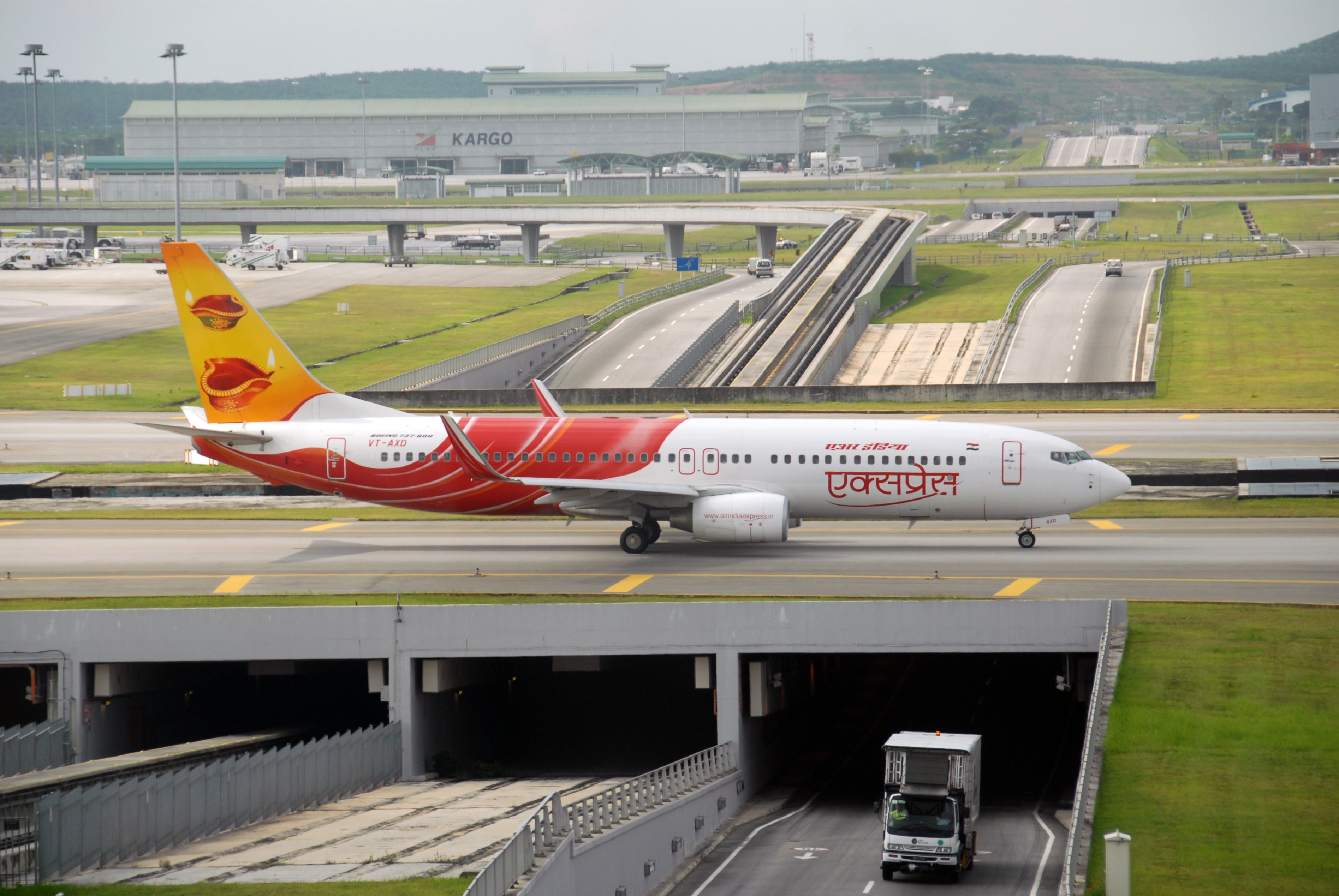
Boeing 737-800 авиакомпании Air-India Express в Международном аэропорту Куала-Лумпур

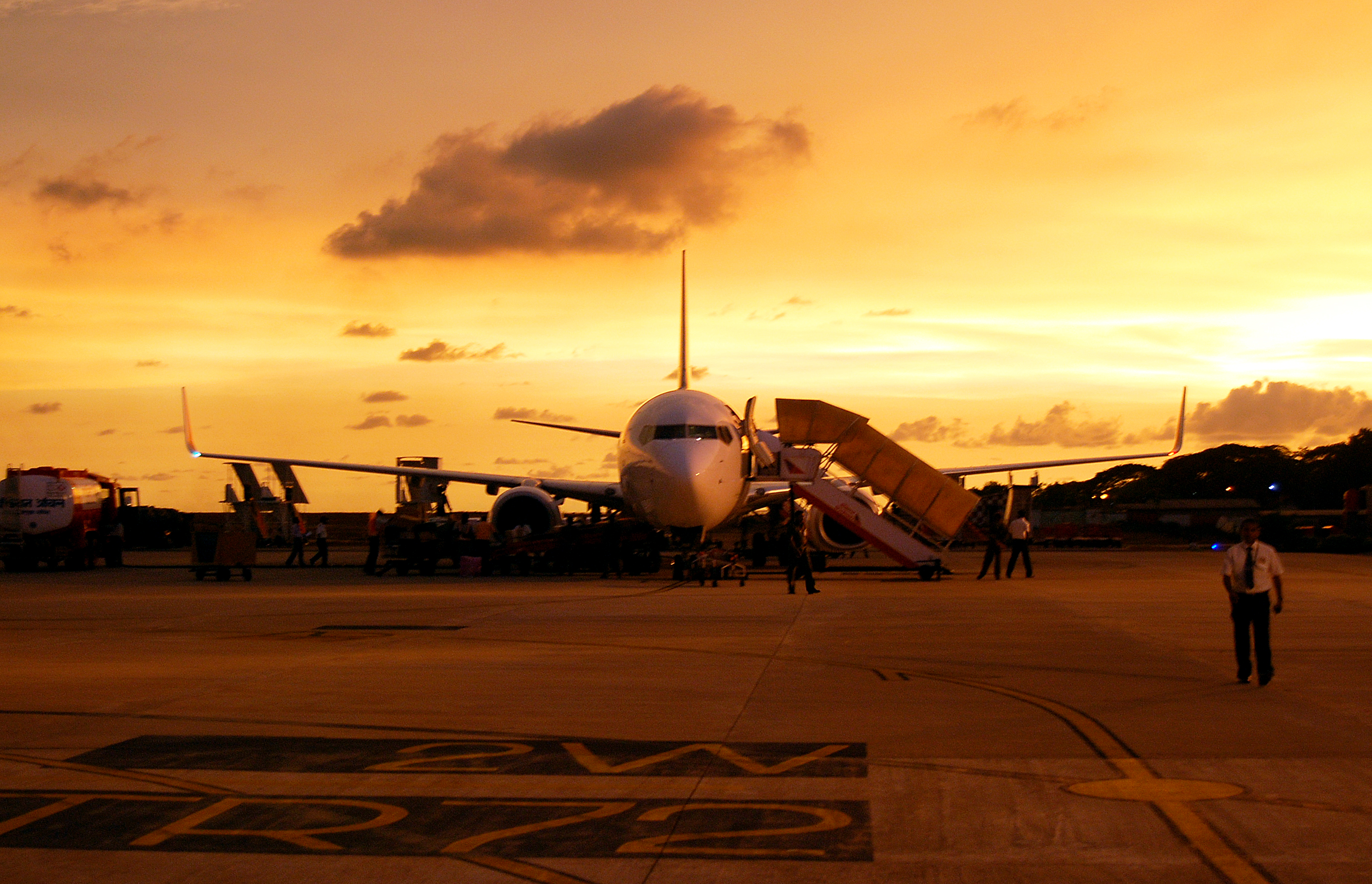
Boeing 737-800 авиакомпании Air-India Express в Международном аэропорту Мангалор

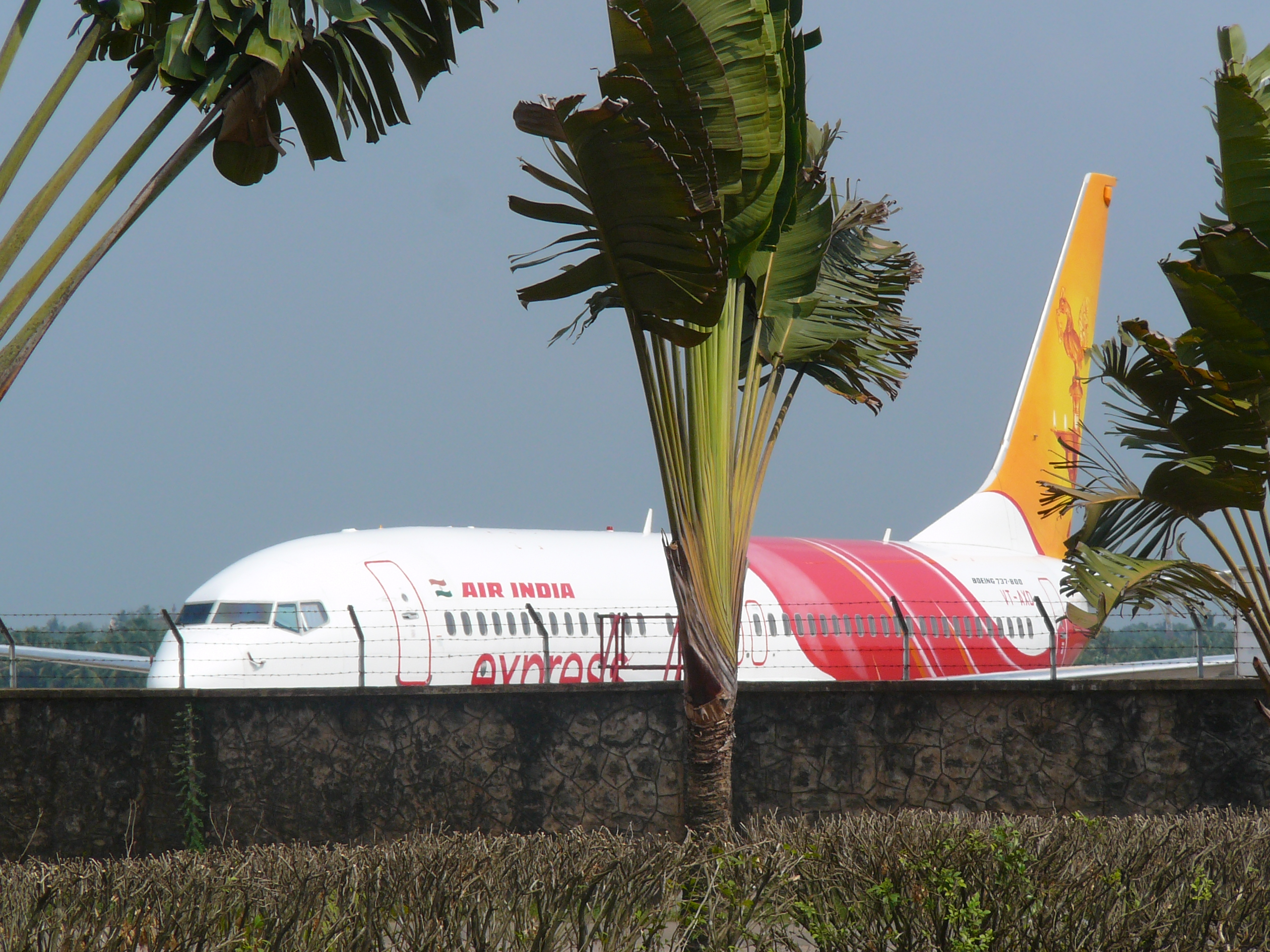
Boeing 737—800 Air-India Express в Международном аэропорту Кочин

Air-India Express — индийская бюджетная авиакомпания со штаб-квартирой в городе Кочин, работающая на рынке пассажирских перевозок из аэропортов Индии в страны Ближнего Востока и Юго-Восточной Азии.
Air-India Express является дочерней структурой государственной авиационной корпорации National Aviation Company of India Limited, которая была образована для слияния двух флагманских авиаперевозчиков страны Air India и Indian Airlines. Авиакомпания перевозит около 4,3 миллиона пассажиров каждый год.

## История
Авиакомпания была основана в мае 2004 года и начала операционную деятельность 29 апреля следующего года с регулярного рейса из Тируванантапурама в Абу-Даби. Первым самолётом перевозчика стал лайнер Boeing 737-86Q, взятый в аренду у авиационной лизинговой компании Boullioun Aviation Services. С дальнейшим пополнением воздушного парка руководство авиакомпании связывало планы по расширению собственной маршрутной сети в аэропорты страны Европы и Америки.
В декабре 2012 года Air India ратифицировала предложение о переносе штаб-квартиры в Кочи в январе 2013 года и о создании новой базы MRO в Тируванантапураме .
На большинстве своих регулярных маршрутов Air-India Express получает хорошие прибыли, однако в последнее время на рынок пассажирских перевозок между Индией и странами Персидского залива вышли серьёзные конкуренты в лице бюджетных авиакомпаний Air Arabia, Jazeera Airways и JetLite.

## Маршрутная сеть
По состоянию на апрель 2010 года маршрутная сеть авиакомпании Air-India Express состояла из следующих пунктов назначения:

### Азия
- Бангладеш
  - Дакка — Международный аэропорт Дакка
- Индия
  - Андхра-Прадеш
    - Хайдарабад — Международный аэропорт имени Раджива Ганди

  - Дели
    - Международный аэропорт имени Индиры Ганди

  - Карнатака
    - Мангалор — Международный аэропорт Мангалор

  - Керала
    - Кочин — Международный аэропорт Кочин хаб
    - Кожикоде — Международный аэропорт Каликут хаб
    - Тируванантапурам — Международный аэропорт Тривандрум хаб

  - Махараштра
    - Мумбаи — Международный аэропорт имени Чатрапати Шиваджи
    - Пуна — Международный аэропорт Пуна

  - Пенджаб
    - Амритсар — Международный аэропорт Раджа Санси

  - Раджастхан
    - Джайпур — Аэропорт Джайпур

  - Тамилнад
    - Ченнай — Международный аэропорт Ченнай
    - Тируччираппалли — Аэропорт Тируччираппалли

  - Уттар-Прадеш
    - Лакхнау — Аэропорт имени Чоудхари Чаран Сингха

  - Западная Бенгалия
    - Калькутта — Международный аэропорт имени Нетаджи Субхас Чандра Боса
- Шри-Ланка
  - Коломбо — Международный аэропорт имени Соломона Бандаранаике
- Малайзия
  - Куала-Лумпур — Международный аэропорт Куала-Лумпур
- Сингапур
  - Международный аэропорт Чанги
- Таиланд
  - Бангкок — Аэропорт Суваннапум
- Бахрейн
  - Международный аэропорт Бахрейн
- Кувейт
  - Международный аэропорт Кувейт
- Оман
  - Маскат — Международный аэропорт Маскат
  - Салала — Аэропорт Салала
- Катар
  - Доха — Международный аэропорт Доха
- Объединённые Арабские Эмираты
  - Абу-Даби — Международный аэропорт Абу-Даби
  - Эль-Айн — Международный аэропорт Эль-Айн
  - Дубай — Международный аэропорт Дубай
  - Шарджа — Международный аэропорт Шарджа

## Флот
В мае 2020 года воздушный флот авиакомпании Air-India Express составляют следующие самолёты:
По состоянию на май 2020 года средний возраст самолётов авиакомпании составляет 9,5 лет.

## Ливреи самолётов

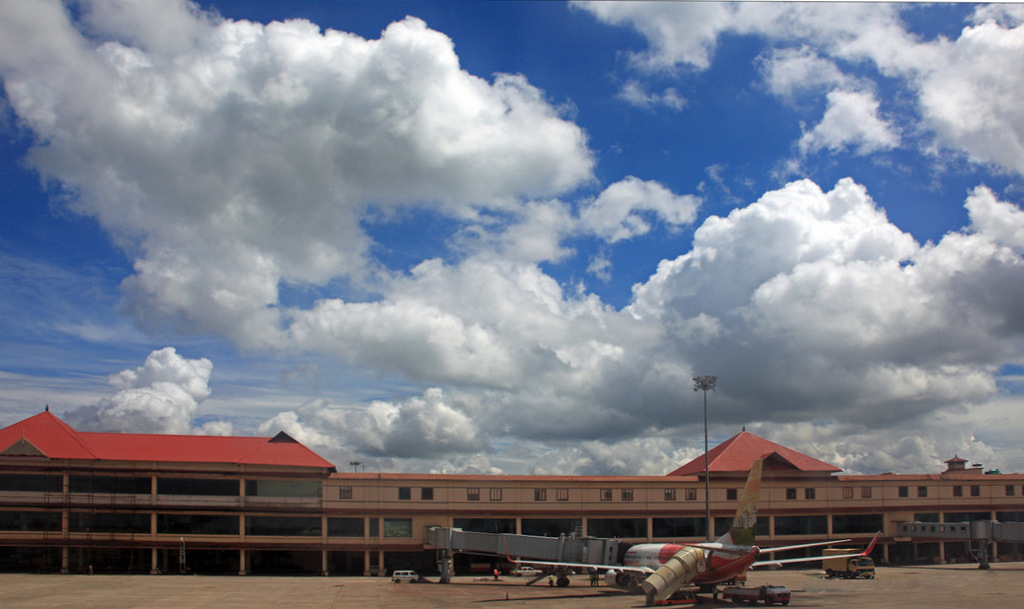
Boeing 737-800 авиакомпании Air-India Express в Международном аэропорту Кочин

Хвостовая часть каждого воздушного судна авиакомпании Air-India Express несёт на себе уникальное изображение одного из аспектов истории Индии, её культуры и традиций.
|    | Регистрационный номер | Слева на хвосте                 | Справа на хвосте          |
| -- | --------------------- | ------------------------------- | ------------------------- |
| 1  | VT-AXA*               | слон на празднике Триссур Пурам | верблюд на ярмарке Пушкар |
| 2  | VT-AXB*               | Ранголи                         | индийский воздушный змей  |
| 3  | VT-AXC*               | Ситар                           | Табла                     |
| 4  | VT-AXD                | Нилавилаку (масляная лампа)     | Дия (масляная лампа)      |
| 5  | VT-AXE                | танцор Катакали                 | танцор Бхаратанатьям      |
| 6  | VT-AXF                | Храм Солнца в Конарке           | Тадж-Махал                |
| 7  | VT-AXG                | Индийские драгоценности         | Сари                      |
| 8  | VT-AXH                | монумент Ворота Индии           | арка Ворота в Индию       |
| 9  | VT-AXI                | Индийская роспись               | Индийская роспись         |
| 10 | VT-AXJ                | цитадель Красный форт           | цитадель Красный форт     |
| 11 | VT-AXM                | крепость Мехрангарх             | дворец в Майсур           |
| 12 | VT-AXN                | Хава-Махал                      | Дворец Уджджаянта         |
| 13 | VT-AXP                | Индийская роспись               | Индийская роспись         |
| 14 | VT-AXQ                | Кутб-Минар                      | Янтар-Мантар              |
| 15 | VT-AXR                | Гонка на лодках-змеях           | Каларипаятту              |
| 16 | VT-AXT                | индийский павлин                | Расписной клювач          |
| 17 | VT-AXU                | Биху                            | Гарба                     |
| 18 | VT-AXV разбился       | Мемориал Виктории               | Храм солнца в Конараке    |
| 19 | VT-AXW                | Санчи                           | Чарминар                  |
| 20 | VT-AXX                | Гималаи                         | морской пляж              |
| 21 | VT-AXZ                | Озеро Дал                       | Пустыня Тар               |
| 22 | VT-AYA                | Статуя слона в Эллоре           | Пещеры Аджанта            |
| 23 | VT-AYB                | Белый тигр                      | Аксис                     |
| 24 | VT-AYC                | индийская Шаль                  | Патаола Сари              |
| 25 | VT-AYD                | Народный танец Нагаланд         | Танец Манипури            |

## Авиапроисшествия и несчастные случаи
- 22 мая 2010 года самолёт Boeing 737-800 (регистрационный номер VT-AXV), следовавший рейсом 812 Международный аэропорт Дубай-Международный аэропорт Мангалор, разбился при совершении посадки в аэропорту назначения. Погибло 159 человек из 166 находившихся на борту.
- 7 августа 2020 года самолёт Boeing 737-800 (VT-AXH) при посадке в международном аэропорту Каликут города Кожикоде выкатился за пределы полосы и упал с обрыва, в результате чего разломился на части. Из 190 человек на борту погибло 20, ранения получило 137[9].